# Barbara Rosiek
Barbara Rosiek (Częstochowa, 25 giugno 1959 – Częstochowa, 27 aprile 2020) è stata una scrittrice, poetessa e psicologa polacca, autrice di Diario di un tossicodipendente che documenta le sue esperienze relative alla lotta contro la tossicodipendenza.  Pubblicato nel 1985, rimane un bestseller tra gli studenti delle scuole superiori in Polonia.

## Biografia
Nata a Częstochowa, fece il suo debutto letterario nel 1985 come autrice di "Pamiętnik Narkomanki" (in italiano Diario di un tossicodipendente), un libro che lei iniziò a scrivere quando aveva 14 anni e che completò mentre studiava. L'opera descrive la sua vita dominata dalla sua lotta contro la tossicodipendenza. Rompere l'abitudine è stato un processo lungo e difficile per Rosiek che ha richiesto perseveranza e forza.
Grazie al successo di quel libro, Rosiek diventò una delle autrici più popolari tra i ragazzi polacchi, dopo Stephen Meyer, Joanne K. Rowling, J. R. R. Tolkien e Paulo Coelho..
Il libro è stato anche più volte ambientato teatralmente: il teatro Zagłębie (Beata Ciołkowska ha interpretato Barbara Rosiek), Teatr im.  Wanda Siemaszkowa in Rzeszów (2005; Ewa Greś), Teatr Powszechny im.  Jan Kochanowski in Radom (2008; Patrycja Zywert) e Kielce Theater of Reading (Magdalena Jarek).
Dopo aver abbandonato la dipendenza, si laureò in psicologia presso l'Università della Slesia a Katowice e iniziò a lavorare come psicologa clinica negli ospedali di Lubliniec e Częstochowa e nell'Associazione delle famiglie e degli amici dei bambini dipendenti, ma a causa della cattiva salute, ad un certo punto dovette smettere di lavorare professionalmente. Nel 1993 entrò a far parte del dipartimento dell'Unione degli scrittori polacchi di Cracovia.  Era interessata alla filosofia, ancor più attratta dai viaggi.  Alla domanda su quale fosse stata la cosa più importante della sua vita, rispose: amore, amicizia, tranquillità.  La scrittura fu per lei una forma di terapia che l'ha resa molto calma e grazie a ciò è stata in grado di sopravvivere a periodi difficili. Non poteva immaginare la vita senza possibilità di esprimere la sua ansia e l'atteggiamento nei confronti delle proprie esperienze.  Sosteneva che si trattasse anche di un contatto spirituale con Dio e del dialogo con il resto del mondo.
Oltre al "Diario di un tossicodipendente" che è stato anche ambientato teatralmente, Rosiek ha scritto pochi altri libri come "Byłam schizofreniczką" (in inglese "I was schizophrenic"). Pubblicò anche una decina di raccolte poetiche.
Nel 2002, le fu assegnata una medaglia d'argento dall'International Biographical Center di Cambridge per la produzione letteraria.
Nel 2010, per il 25º anniversario del suo lavoro, ebbe il Premio del sindaco di Częstochowa e, per il 30º anniversario, il Premio del Ministro della Cultura e del Patrimonio Nazionale.  Nel maggio 2016, il Ministro della Cultura e del Patrimonio Nazionale consegnò a Barbara Rosiek la medaglia di bronzo al merito per la cultura, la Gloria Artis. Basò i suoi libri successivi, anche se spesso scritti in prima persona, sull'esperienza dei suoi pazienti.
Morì il 27 aprile 2020.  Qualche anno prima aveva avuto un incidente che le aveva spezzato la schiena.

## Opere

### Prosa
- Pamiętnik narkomanki (1985)
- Kokaina: zwierzenia narkomanki (1992)
- Byłam schizofreniczką (1995)
- Alkohol, prochy i ja (2003)
- W poszukiwaniu ducha (2007)
- Poganiacze chleba (2008)
- Życie w hospicjum (2010)
- Oddział otwarty (2012)
- Ćpunka (2013)
- Skazana (2015)

### Poesia
- Byłam mistrzynią kamuflażu
- Jak ptak przytwierdzony do skały
- A imię jego Alemalem
- Wdowa
- Krzyk
- Miłość niedokończona
- Uwierzyć i Melancholia
- Żar miłości
- Ciało na kracie
- Być poetą